# Quartiere maledetto
Quartiere maledetto (...One Third of a Nation...) è un film del 1939, diretto da Dudley Murphy, con Sylvia Sidney, basato sull'omonimo lavoro teatrale di Arthur Arent.

## Trama
Un vecchio edificio nel quartiere fatiscente dell'East Side di New York è in fiamme: a Peter Cortlant, che passa nelle vicinanze, capita di vedere un ragazzino, Joey Rogers, che, tentando di mettersi in salvo, precipita dalle scale esterne antincendio, difettose. Peter si offre di accompagnare in auto Joey, insieme alla sorella maggiore Mary, all'ospedale. Nell'incendio muoiono diverse persone, fra cui alcuni bambini piccoli.
Peter scopre in seguito di essere il proprietario dello stabile, uno dei tanti dell'impero immobiliare della famiglia. Egli si sente in colpa per l'accaduto, anche se l'inchiesta, pur rilevando l'obsolescenza degli impianti dell'edificio dai quali si è propagato l'incendio, non ravvisa nulla di non conforme alla legge. Nei giorni successivi, profondamente impressionato, Peter visita per la prima volta la casa, rendendosi conto del suo stato di degrado, e, volendo porvi rimedio, concepisce l'idea di abbattere e ricostruire l'edificio, a proprie spese, incontrando la decisa opposizione dei suoi consiglieri e soprattutto della sorella Ethel, che minaccia di fargli causa e di buttare il tutto nel ridicolo, accusandolo di intrattenere un rapporto amoroso con Mary, di classe sociale nettamente inferiore alla sua, il che provocherebbe uno scandalo all'interno della high society un po' snob come quella in cui vivono i Cortland.
L'esitazione di Peter nell'attuare il proprio piano suscita, fomentata dall'attivista sociale Sam Moon, la disillusione di Mary, di cui egli intanto ha approfondito la conoscenza, e che lo giudica incapace di assumere responsabilmente le proprie decisioni, ossessionato com'è dallo spettro della rispettabilità della famiglia di possidenti alla quale appartiene. Joey intanto è stato dimesso dall'ospedale con una protesi alla gamba e condannato a vivere il resto della sua vita da disabile: il ragazzo inizia a sviluppare un odio profondo verso la casa, personificata, alla quale egli si rivolge come ad un essere umano, e che pare gli risponda.
Joey, in un impeto di rabbia, una notte dà fuoco all'edificio, trovandovi egli stesso la morte. Solo il sacrificio del ragazzo induce Peter a superare le proprie inibizioni, ed egli fa costruire ex novo il quartiere, dotandolo di edifici e strutture più consone ad una decorosa vita umana.

## Distribuzione

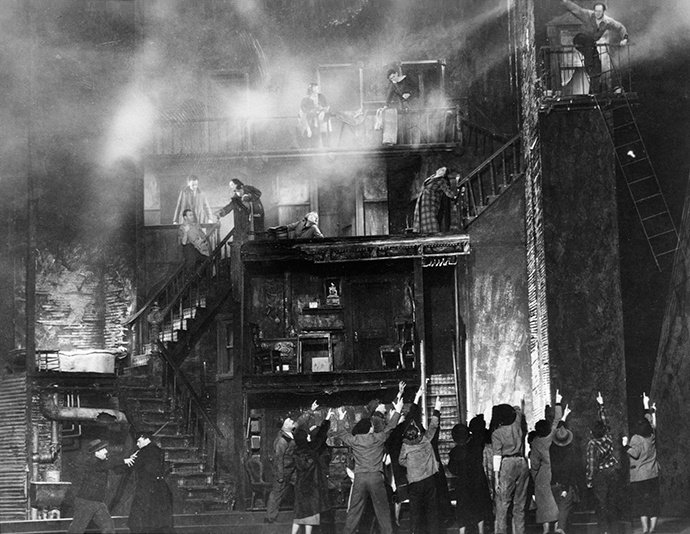
Il set del film

Il film è uscito nelle sale cinematografiche statunitensi il 10 febbraio 1939, distribuito dalla Paramount Pictures.